# 吕世祥
吕世祥，甘肃漳县人，清朝政治人物。举人出身。
吕世祥曾于1774年接替纪澄中任娄县知县一职，1775年由张履观接任。